# Обов'язок молодої леді
Обов'язок молодої леді (англ. Obliging Young Lady) — американська комедійна мелодрама режисера Річарда Воллеса 1942 року.

## У ролях
- Джоан Керролл — Бріджит Поттер
- Едмонд О'Брайєн — «Ред» Редді, він же професор Стенлі
- Рут Воррік — Лінда Нортон
- Ів Арден — «Спайк»
- Роберт Сміт — Чарльз «Чарлі» Бейкер
- Франклін Пенгборн — професор Гібні
- Мерджорі Гатесон — Міра Поттер
- Джон Мільян — Джордж Поттер
- Джордж Клівленд — Кларенс
- Луї Альберні — Ріккарді, музикант